# Sla je armen om me heen
Sla je armen om me heen is een single van Jan Smit en Roos van Erkel uit 2012. Het nummer is de titelsong van de Nederlandse speelfilm Het bombardement welke in december 2012 in première ging. Zowel Smit als Van Erkel spelen een hoofdrol in de film. 
Het nummer gezongen door Smit alleen, staat oorspronkelijk op zijn album Vrienden. Speciaal voor de film is het nummer een duet geworden en zingt Smit het samen met Van Erkel. Op 19 oktober 2012 werd het nummer als muziekdownload uitgebracht en op 27 oktober 2012 kwam de single op nummer 1 binnen in de Nederlandse Single Top 100. Het werd Smits zeventiende nummer 1-hit in deze lijst en de twaalfde single die op nummer 1 binnenkomt.

## Hitnoteringen

### Nederlandse Top 40
| Hitnotering: 03-11-2012 t/m 08-12-2012 | Hitnotering: 03-11-2012 t/m 08-12-2012 | Hitnotering: 03-11-2012 t/m 08-12-2012 | Hitnotering: 03-11-2012 t/m 08-12-2012 | Hitnotering: 03-11-2012 t/m 08-12-2012 | Hitnotering: 03-11-2012 t/m 08-12-2012 | Hitnotering: 03-11-2012 t/m 08-12-2012 | Hitnotering: 03-11-2012 t/m 08-12-2012 |
| Week:                                  | 1                                      | 2                                      | 3                                      | 4                                      | 5                                      | 6                                      |                                        |
| -------------------------------------- | -------------------------------------- | -------------------------------------- | -------------------------------------- | -------------------------------------- | -------------------------------------- | -------------------------------------- | -------------------------------------- |
| Positie:                               | 26                                     | 20                                     | 16                                     | 23                                     | 30                                     | 36                                     | uit                                    |

### NederlandseSingle Top 100
| Hitnotering: 27-10-2012 t/m 26-01-2013 | Hitnotering: 27-10-2012 t/m 26-01-2013 | Hitnotering: 27-10-2012 t/m 26-01-2013 | Hitnotering: 27-10-2012 t/m 26-01-2013 | Hitnotering: 27-10-2012 t/m 26-01-2013 | Hitnotering: 27-10-2012 t/m 26-01-2013 | Hitnotering: 27-10-2012 t/m 26-01-2013 | Hitnotering: 27-10-2012 t/m 26-01-2013 | Hitnotering: 27-10-2012 t/m 26-01-2013 | Hitnotering: 27-10-2012 t/m 26-01-2013 | Hitnotering: 27-10-2012 t/m 26-01-2013 | Hitnotering: 27-10-2012 t/m 26-01-2013 | Hitnotering: 27-10-2012 t/m 26-01-2013 | Hitnotering: 27-10-2012 t/m 26-01-2013 | Hitnotering: 27-10-2012 t/m 26-01-2013 | Hitnotering: 27-10-2012 t/m 26-01-2013 |
| Week:                                  | 1                                      | 2                                      | 3                                      | 4                                      | 5                                      | 6                                      | 7                                      | 8                                      | 9                                      | 10                                     | 11                                     | 12                                     | 13                                     | 14                                     |                                        |
| -------------------------------------- | -------------------------------------- | -------------------------------------- | -------------------------------------- | -------------------------------------- | -------------------------------------- | -------------------------------------- | -------------------------------------- | -------------------------------------- | -------------------------------------- | -------------------------------------- | -------------------------------------- | -------------------------------------- | -------------------------------------- | -------------------------------------- | -------------------------------------- |
| Positie:                               | 1                                      | 3                                      | 1                                      | 6                                      | 8                                      | 24                                     | 52                                     | 65                                     | 63                                     | 64                                     | 35                                     | 54                                     | 70                                     | 90                                     | uit                                    |